# Josef Dubský (hispanista)
Josef Dubský (7. února 1917 – 27. února 1996) byl český hispanista, autor učebnic španělštiny a Velkého španělsko-českého slovníku. Vyučoval na FF UK a na Universitě 17. listopadu. Mezi jeho hlavní zájmy patřila španělská lexikologie a stylistika. V roce 1992 získal Řád Isabely Katolické.

## Výběr z publikací
- Seznam děl v Souborném katalogu ČR, jejichž autorem nebo tématem je Josef Dubský (hispanista)
- 100 španělských obchodních dopisů, 1947
- Úvod do dějin španělského jazyka, 1958
- Španělsko-český slovník, 1959
- Velký španělsko-český slovník – Gran diccionario español-checo, 1977–1978
- Velký španělsko-český slovník. Díl 1, A–H, 1993, 2., rozšířené vydání, ISBN 80-200-0484-X
- Velký španělsko-český slovník. Díl 2, I–Z, 1993, 2., rozšířené vydání, ISBN 80-200-0485-8